# Viareggio Calcio
Viareggio Calcio (wł. Associazione Sportiva Dilettantistica Viareggio Calcio) – włoski klub piłkarski, mający siedzibę w mieście Viareggio, w środkowej części kraju, grający od sezonu 2020/21 w rozgrywkach Seconda Categoria Toscana.

## Historia
Chronologia nazw:
- 1919: Sporting Club Viareggio
- 1926: Unione Sportiva Viareggio
- 1928: Unione Sportiva Vezio Parducci Viareggio
- 1938: klub rozwiązano
- 1942: Associazione Sportiva Viareggio Calcio
- 1953: Associazione Sportiva Calcio Viareggio
- 1994: klub rozwiązano
- 1994: Associazione Calcio Viareggio
- 2003: klub rozwiązano
- 2003: Football Club Esperia Viareggio
- 2014: klub rozwiązano
- 2014: Società Sportiva Dilettantistica Viareggio 2014
- 2020: klub rozwiązano
- 2020: Associazione Sportiva Dilettantistica Viareggio Calcio

Klub sportowy SC Viareggio został założony w miejscowości Viareggio w 1919 roku przez fuzję 6 miejscowych klubów (Esperia, Libertas, Vigor, Giuseppe Garibaldi, Aquila, Celeritas). W sezonie 1919/20 zespół startował w mistrzostwach Promozione Toscana (D2), zdobywając mistrzostwo regionu oraz awans do Prima Categoria. W sezonie 1920/21 zespół debiutował w mistrzostwach Prima Categoria Toscana, zajmując przedostatnie siódme miejsce w tabeli regionu Toskania i potem był zmuszony grać w barażach o utrzymanie w lidze, które wygrał 3:1 z Gerbi Pisa.
24 lipca 1921 roku, podczas zgromadzenia na którym przedstawiono Projekt Pozzo, plan reformy mistrzostw, który przewidywał zmniejszenie mistrzostw Pierwszej Dywizji Północnej do zaledwie 24 uczestników w porównaniu z 64 uczestnikami mistrzostw sezonu 1920/21, 24 największe włoskie kluby odłączyli się od FIGC, tworząc federację (CCI) i mistrzostwo (Prima Divisione, znane również jako Torneo delle 24). Klub zdecydował się pozostać w szeregach FIGC, zajmując czwarte miejsce w Prima Categoria Toscana. Przed rozpoczęciem sezonu 1922/23 ze względu na kompromis Colombo dotyczący restrukturyzacji mistrzostw, po przegraniu playoff został zakwalifikowany do Seconda Divisione Lega Nord (D2). Po wygraniu grupy F Seconda Divisione Nord awansował do półfinałów, w których zajął ostatnie trzecie miejsce w grupie A. W sezonie 1925/26 zajął 10.miejsce w grupie C Seconda Divisione Lega Nord i został zakwalifikowany do nowej Seconda Divisione, zreformowanej zgodnie z kartą Viareggio. W 1926 po reorganizacji systemu ligi i wprowadzeniu najwyższej klasy, zwanej Divisione Nazionale klub zmienił nazwę na US Viareggio i startował w Seconda Divisione Nord, która została obniżona do trzeciego poziomu. W następnym sezonie 1927/28 wygrał grupę C, a potem w turnieju finałowym Nord zajął czwarte miejsce i otrzymał promocję do Prima Divisione (D2). W sezonie 1928/29 występował z nową nazwą US Vezio Parducci Viareggio. W sezonie 1929/30 po podziale najwyższej dywizji na Serie A i Serie B poziom Prima Divisione został zdegradowany do trzeciego stopnia. Sezon 1932/33 zakończył z jednakową liczbą punktów razem z Lucchese, dlatego musiał grać baraż o pierwsze miejsce w grupie F, który wygrał 2:1 i awansował do finału, w którym odniósł zwycięstwo w grupie C, otrzymując promocję do Serie B. W 1937 klub został zdegradowany do Serie C (D3). W następnym roku zespół, po trudnościach finansowych, spadł do Prima Divisione Regionale i potem klub rozpadł się, pozostając nieaktywnym przez cztery lata, z powodu braku funduszy, do których doszedł początek drugiej wojny światowej. W 1942 klub został reaktywowany jako AS Viareggio Calcio, a w sezonie 1942/43 zwyciężył najpierw w grupie B Prima Divisione Toscana (D4), a potem również w turnieju finałowym regionu i po wygraniu 1:0 z Avieri San Giusto zdobył awans do Serie C. 
Po zakończeniu II wojny światowej, drużyna wznowiła działalność i została zakwalifikowana do rozgrywek Serie C, zajmując w sezonie 1945/46 czwarte miejsce w grupie A Lega Centro-Sud i awansując do Serie B. Ale po dwóch sezonach zespół spadł z powrotem Serie C. W następnym sezonie 1948/49 po zajęciu przedostatniego 20.miejsca w grupie A Serie C spadł do Promozione Centro (D4). Po zakończeniu sezonu 1950/51 został na zdegradowany do Prima Divisione Toscana (D5). Po roku wrócił do Promozione. W 1952 po reorganizacji systemu lig poziom Promozione spadł o jeden szczebel. W 1953 roku do klubu dołączył Bar Ivano Viareggio, po czym nazwa klubu została zmieniona na AS Calcio Viareggio. W 1955 zdobył promocję do IV Serie (D4). W 1957 czwarty poziom został przemianowany na Campionato Interregionale i podzielony na dwa szczeble - Prima Categoria i Seconda Categoria. W sezonie 1957/58 zespół zajął 10.miejsce w grupie E Seconda Categoria, a po zakończeniu sezonu 1958/59 Campionato Interregionale został reorganizowany na Serie D (D4). W następnym sezonie 1959/60 wygrał grupę D Serie D i awansował do Serie C, ale po roku spadł z powrotem do Serie D. W 1968 znów awansował do Serie C igrał w niej do 1974, a potem występował w Serie D. Przed rozpoczęciem sezonu 1978/79 Serie C została podzielona na dwie dywizje: Serie C1 i Serie C2, wskutek czego czwarta Serie D została obniżona do piątego poziomu, a klub został zakwalifikowany do Serie C2. Ale w następnym roku spadł do Serie D, która w 1981 przyjęła nazwę Campionato Interregionale. W 1990 roku zespół zdobył promocję do Serie C2. Z powodu problemów finansowych klub został niedopuszczony do sezonu 1994/95 i ogłosił upadłość.
Latem 1994 powstał AC Viareggio, który przejął tytuł sportowy poprzedniego klubu, ale musiał rozpocząć rozgrywki w Eccellenza Toscana (D6). Zespół natychmiast zdobył promocję do Campionato Nazionale Dilettanti, a w 1997 awansował do Serie C2. W 2002 został zdegradowany do Serie D, a w 2003 do Eccellenza (D6). W czerwcu 2003 roku klub został rozwiązany z powodu upadłości. Były prezes klubu Vincenzo Lombino (alias: Marvin Tracy) został oskarżony o wypłacanie pieniędzy z klubu na fałszywe faktury. Również współpracująca z klubem szkoła European School of Economics (E.S.E.) była zamieszana w rzekomy skandal związany z praniem brudnych pieniędzy.
11 lipca 2003 klub został odrodzony po bankructwie AC Viareggio i przyjął taką samą nazwę jak pierwszy klub piłkarski urodzony w mieście (Esperia 1911) - FC Esperia Viareggio. Dzięki przedsiębiorcy budowlanemu Stefano Dinelli, który przejął klub w 2006 roku, zespół awansował z szóstego poziomu do trzeciego w 2009 roku. Przed rozpoczęciem sezonu 2014/15 wprowadzono reformę systemy lig, wskutek czego nazwa Lega Pro Prima Divisione, w której występował klub, została skrócona do Lega Pro. Jednak ze względów ekonomicznych klub nie otrzymał licencji gry w Lega Pro i po kilku nieudanych próbach odwołania kontynuował grę w Terza Categoria Lucca (D9), a w 2017 został rozwiązany.
W sierpniu 2014 powstał nowy klub SSD Viareggio 2014, który dzięki artykułowi 52 N.O.I.F. został przyjęty do Eccellenza Toscana (D5), jako następca Esperia Viareggio. W debiutowym sezonie 2014/15 zwyciężył w grupie A Eccellenza Toscana i awansował do Serie D. W sezonie 2018/19 zajął 18.miejsce w Serie D, a potem przegrał 0:3 playout z Sinalunghese i spadł do Eccellenza Toscana, jednak w kolejnym sezonie klub zrezygnował ze startu w mistrzostwach. W sezonie 2019/20 występował w Eccellenza Toscana inny miejski klub Virtus Viareggio, ale zajął ostatnie 16 miejsce w grupie A i spadł z Eccellenza Toscana.
8 lipca 2020 roku grupa przedsiębiorców z Viareggio, na czele z trenerem mistrzów świata Marcello Lippi, założyła nowy klub ASD Viareggio Calcio, który stał się kontynuacją poprzedniego klubu SSD Viareggio 2014. Sezon 2020/21 rozpoczął w grupie A Seconda Categoria Toscana (D8).

## Barwy klubowe, strój
|  |  |

Klub ma barwy biało-czarne. Zawodnicy domowe spotkania zazwyczaj grają w pasiastych pionowo biało-czarnych koszulkach, białych spodenkach oraz białych getrach.

## Sukcesy

### Trofea międzynarodowe
Nie uczestniczył w rozgrywkach europejskich (stan na 31-05-2020).

### Trofea krajowe
| \| \| Zdobyte trofea w rozgrywkach Włoch (stan na: 31-08-2020) \| |                                                          |      |                                |
| Rozgrywki                                                         | Osiągnięcie                                              | Razy | Sezon(y)                       |
| · Mistrzostwo                                                     | I miejsce                                                | 0    |                                |
| · Mistrzostwo                                                     | II miejsce                                               | 0    |                                |
| · Mistrzostwo                                                     | III miejsce                                              | 0    |                                |
| · Mistrzostwo                                                     | 4.miejsce                                                | 1    | 1921/22 (Toscana)              |
| · Puchar                                                          | zdobywca                                                 | 0    |                                |
| · Puchar                                                          | finalista                                                | 0    |                                |
| · Puchar                                                          | 1/32 finału                                              | 2    | 1935/36, 1936/37               |
| II liga                                                           | I miejsce                                                | 2    | 1919/20 (Toscana), 1922/23 (F) |
| II liga                                                           | II miejsce                                               | 0    |                                |
| II liga                                                           | III miejsce                                              | 1    | 1923/24 (F)                    |
| Włochy                                                            | Zdobyte trofea w rozgrywkach Włoch (stan na: 31-08-2020) |      |                                |

- Seconda Divisione Nord/Prima Divisione (D3):
  - mistrz (2x): 1927/28 (gr.C), 1932/33 (gr.F)
  - 3.miejsce (1x): 1930/31 (gr.B)

## Poszczególne sezony

### Rozgrywki międzynarodowe

#### Europejskie puchary
Nie uczestniczył w rozgrywkach europejskich.

### Rozgrywki krajowe
| \| Włochy \| Bilans występów klubu w rozgrywkach piłkarskich Włoch (Stan na 31 sierpnia 2020 r.) \| \| | |        |       |   |   |   |    |    |     |                                                                                                 |        |        |      |
| Poziom                                                                                                 | Rozgrywki | Sezony | Mecze | Z | R | P | B+ | B– | Pkt | Lata                                                                                            | Awanse | Spadki | Naj. |
| I | Prima Categoria Toscana | 2      |       |   |   |   |    |    |     | 1920–1922                                                                                       | 0      | 1      | 4    |
| II | Promozione Toscana, Seconda Divisione, Prima Divisione, Serie B                                                                      | 12     |       |   |   |   |    |    |     | 1919/20, 1922–1926, 1928/29, 1933–1937, 1946–1948                                               | 1      | 4      | 1    |
| III | Seconda Divisione Nord, Prima Divisione, Serie C, Lega Pro Prima Divisione                                                           | 21     |       |   |   |   |    |    |     | 1926–1928, 1929–1933, 1937/38, 1945/46, 1948/49, 1960/61, 1968–1974, 2009–2014                  | 3      | 5      | 1    |
| IV | Prima Divisione Toscana, Promozione, IV Serie, Campionato Interregionale, Serie D, Serie C2, Lega Pro Seconda Divisione              | 35     |       |   |   |   |    |    |     | 1942/43, 1949–1951, 1955–1960, 1961–1968, 1974–1979, 1990–1994, 1997–2002, 2007–2009, 2015–2019 | 3      | 5      | 1    |
| V | Prima Divisione Toscana, Promozione Toscana, Serie D, Campionato Interregionale, Campionato Nazionale Dilettanti, Eccellenza Toscana | 20     |       |   |   |   |    |    |     | 1951–1955, 1979–1990, 1995–1997, 2002/03, 2006/07, 2014/15                                      | 5      | 1      | 1    |
| | Puchar Włoch | 5      |       |   |   |   |    |    |     | 1926/27, 1935–1938, 2013/14                                                                     | 0      | 0      | 1/32 |
| Włochy                                                                                                 | Bilans występów klubu w rozgrywkach piłkarskich Włoch (Stan na 31 sierpnia 2020 r.)                                                  |        |       |   |   |   |    |    |     |                                                                                                 |        |        |      |

## Struktura klubu

### Stadion
Klub piłkarski rozgrywa swoje mecze domowe na Stadio Marco Polo Sport Center w Viareggio o pojemności 4000 widzów. Wcześniej do 14 września 2020 grał na Stadio Torquato Bresciani, który mógł pomieścić 7000 a potem 5000 widzów.

### Derby
- Pisa
- CS Firenze
- Giovanni Gerbi Pisa
- Juventus Massa
- Livorno
- Lucchese
- Pontedera